# Motobloc Type OB
Der Motobloc Type OB ist ein Pkw-Modell aus der Zeit vor und nach dem Ersten Weltkrieg. Hersteller war Motobloc im französischen Bordeaux.

## Beschreibung
Motobloc brachte das Modell 1911 auf den Markt und stellte es zunächst bis 1914 her, bevor der Erste Weltkrieg für die Produktionsunterbrechung sorgte. Die Fahrzeuge haben einen wassergekühlten Vierzylindermotor mit 80 mm Bohrung, 120 mm Hub und 2413 cm³ Hubraum. Damit waren sie damals in Frankreich steuerlich mit 12 CV eingestuft. Frontmotor und Kardanantrieb zur Hinterachse waren zu der Zeit üblich. Das Getriebe hat vier Gänge.
1919 wurde die Produktion mit diesem Motor fortgesetzt und erst 1923 eingestellt. Allerdings führt der Autor René Bellu diese Ausführung nur für die Modelljahre 1920 und 1921 auf, nicht für 1922 und 1923.
1919 erschien zusätzlich eine Variante mit einem größeren Motor, wie er auch im Type OD zum Einsatz kam. Bei gleicher Bohrung wurde der Hub auf 148 mm verlängert, was zu 2976 cm³ Hubraum führte. Hierfür sind 15 CV angegeben. Diese Version stand bis 1923 im Sortiment. 1920 betrug der Radstand 324 cm. Ab 1922 wurde er auf 329 cm verlängert.
Bekannt sind Aufbauten als offene Tourenwagen, Doppelphaeton, Phaeton und Limousine.
Fünf Fahrzeuge sind erhalten geblieben. Eines befindet sich in einem Museum in Porto, eins in England und drei in Frankreich.

## Nutzfahrzeugvariante
Auf dieser Basis gab es den Type OBDC als Nutzfahrzeug. Bekannt ist nur der größere der beiden Motoren und nur die Ausführung Type OBDC 2.